# Tom Mack
Thomas Lee Mack (Cleveland, Ohio, 1 de noviembre de 1943), más conocido como Tom Mack, es un exjugador profesional estadounidense de fútbol americano que se desempeñó en la posición de guard en la National Football League (NFL). Es miembro del Salón de la Fama del Fútbol Americano Profesional.

## Carrera
Mack jugó como profesional trece temporadas en Los Angeles Rams (1966-1978), equipo en el que se retiró.

## Reconocimiento
El 7 de agosto de 1999, ingresó como miembro al Salón de la Fama del Fútbol Americano Profesional.